# Fabio Milani
Fabio Milani (Treviso, 12 luglio 1962) è un ex cestista italiano.

## Carriera
Ha giocato in Serie A1 e Serie A2 per 5 stagioni (1 in A1 e 4 in A2) con il Basket Mestre e l'Aurora Desio.